# 창천초등학교
창천초등학교는 대한민국 제주특별자치도 서귀포시 안덕면 창천리에 있는 공립 초등학교이다.

## 학교 연혁
- 1946년	9월 1일 창천국민학교 설립 인가
- 1947년	3월 5일 개교
- 1962년	4월 6일 상천분교장 설립인가
- 1980년	5월 14일 철근슬라브 교실 7실 신축 및 개축
- 1982년	3월 8일 병설유치원 설립인가 및 개원
- 1992년	3월 1일 상천분교장 통폐합
- 1992년	12월 15일 2층 승강구 및 2실 증축
- 1992년	12월 19일 병설유치원 교사 신축
- 1996년	3월 1일 창천초등학교로 교명 개칭
- 1998년	11월 19일 급식실 준공
- 2008년	5월 29일 학교마을 도서관 개관식
- 2008년	12월 30일 2008 공교육강하 4대 프로젝트 추진평가 최우수 학교 수상
- 2009년	2월 18일 다목적실, 영어체험교실 신축, 급식식현대화, 화장실 수선
- 2009년	2월 20일 우천도로 비가림 시설
- 2009년	3월 1일 2009학년도 교원능력개발평가 선도학교 지정
- 2009년	11월 5일 제1회 제주학교도서관운영발표대회 동상 수상
- 2011년	4월 20일 교문시설 개.보수
- 2012년	2월 28일 천연 잔디 운동장 조성
- 2014년	8월 27일 과학실 및 돌봄겸용교실 구축
- 2015년	1월 26일 방송실 현대화사업 구축
- 2015년	10월 27일 유치원 대수선 공사
- 2015년	12월 31일 양성평등교육 우수학교 기관표창(부총리 겸 교육부장관)
- 2016년	3월 18일 학교주차장 설치
- 2016년	11월 9일 학교 울타리 돌담 정비
- 2017년	2월 10일 제67회 초등학교 졸업식(졸업생 총수: 2028명)
- 2017년	3월 1일 제30대 강애숙 교장선생님 부임
- 2019년 1월 25일 제69회 초등학교 졸업식(졸업생 총수 : 2045명)
- 2019년 3월 1일 제32대 오정자 교장선생님 부임

## 참고 자료
- 창천초등학교 - 한국교육학술정보원 학교알리미